# Carl Olof Cronstedt (junior)
Carl Olof Cronstedt (né le 18 octobre 1800 à Stockholm – mort le 5 mars 1883 à Helsinki) est un colonel, gouverneur, conseiller secret  et sénateur finlandais,.

## Biographie
Il est le fils de Carl Olof Cronstedt et de Beata Sofia Wrangel af Sauss. 
Il est l'époux de Wilhelmina Augusta von Schwanenbach.
Carl Olof Cronstedt fait d'abord une carrière militaire dans l'armée impériale russe et devient colonel en 1833 . 
De 1837 à 1845, il est gouverneur de la province de Vaasa.
De 1845 à 1870, il est sénateur du Grand-duché de Finlande. 
Il était l'un des quatre sénateurs qui avaient envoyé au tsar Alexandre II en 1861 l'informer que le comité de janvier n'était pas apte à représenter le peuple finlandais. Cronstedt reçut le titre de secrétaire intitulé 1862. À partir de 1868, il dirigea l'expédition de chambre et démissionna en 1879.
En 1862, il devient conseiller secret  et en 1870 vapaaherra. 
Il est représentant de la noblesse à la Diète de Finlande en 1863–1864 et 1867.